# Pariser Frieden (1856)
Oltenița – Achalziche – Başgedikler – Sinope – Cetate – Silistra – Nigojeti – Tscholok – Odessa – Kurekdere – Petropawlowsk-Kamtschatski – Alma – Sewastopol – Bomarsund – Balaklawa – Inkerman – Jewpatorija – Taganrog – Çorğun – Kars – Tschernaja – Malakow – Kinburn – Pariser Frieden
Der Pariser Frieden wurde am 30. März 1856 in Paris zwischen dem Osmanischen Reich und seinen Verbündeten Frankreich, Großbritannien und Sardinien einerseits und Russland andererseits geschlossen. Der Friedensvertrag beendete den Krimkrieg.

## Geschichte

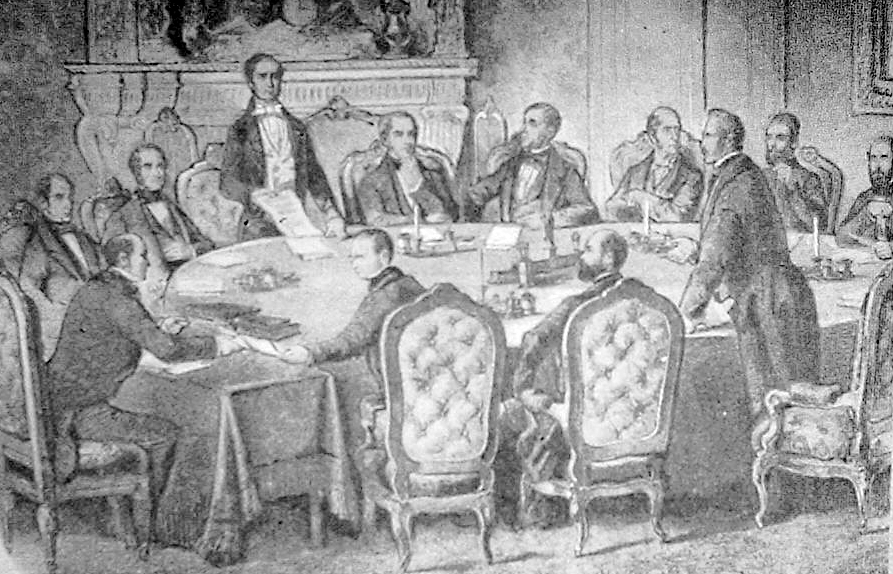
Die Verhandlungen zum Pariser Frieden nach einem zeitgenössischen Holzschnitt

Bereits am 22. Juli 1854 wurden von den Regierungen in Paris und London Friedensartikel entworfen. Die vier Punkte der Note sollten die Grundlage für zukünftige Friedensverhandlungen sein, waren aber gleichzeitig die Kriegsziele der europäischen Verbündeten des Osmanischen Reiches. Vereinbart wurde eine europäische Garantie der staatsrechtlichen Stellung der Donaufürstentümer an Stelle des bisherigen russischen Protektorates, die Sicherung der freien Schifffahrt in den Donaumündungen, die Beschränkung der russischen Macht auf das Schwarze Meer und gemeinsame Bemühungen der Staaten für den Schutz der nichtmuslimischen Bevölkerung in der Türkei ohne Beeinträchtigung der Souveränität des Sultans.
Die deutschen Großmächte Preußen und Österreich erklärten sich mit diesen vier Punkten einverstanden und versuchten den russischen Zaren dafür zu gewinnen, der sie aber schroff abwies. Österreich schloss daraufhin einen Allianzvertrag mit England und Frankreich, worin sich die drei Regierungen verpflichteten, keine Separatverhandlungen mit Russland aufzunehmen und sich vorbehielten, noch weitere Bedingungen über die vier Punkte hinaus zu stellen. Die Verteidigung der Donaufürstentümer übernahm Österreich, das mit Truppen in die von Russland geräumten Gebiete einrückte und diese besetzt hielt. Österreich selbst griff jedoch nicht militärisch in den Konflikt ein, band aber mit seiner militärischen Präsenz in den Fürstentümern einen erheblichen Teil der russischen Kräfte. Preußen und der Deutsche Bund erklärten sich neutral.

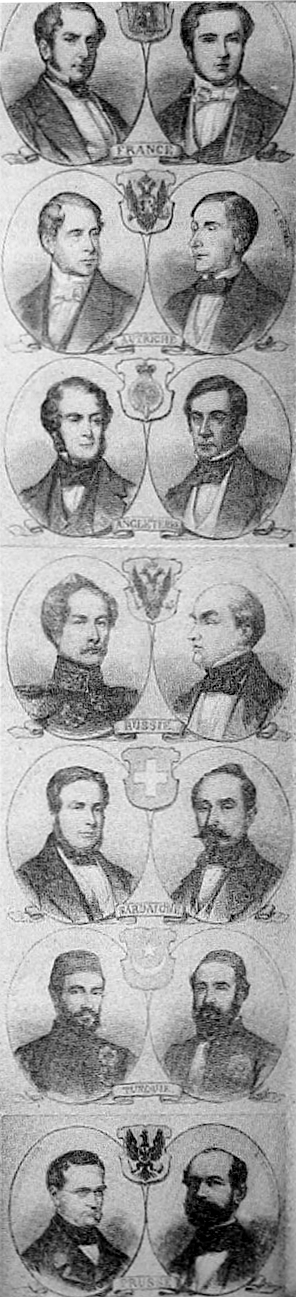
Die Hauptvertreter des Kongresses, zeitgenössischer Holzschnitt (1856)

Nach dem Sturm auf die Festung Sewastopol und der Besetzung durch alliierte Truppen am 8. September 1855 änderte sich die Lage grundlegend. Die österreichische Regierung sandte, mit Einwilligung der Westmächte und der Unterstützung Preußens, den Grafen Esterhazy nach Sankt Petersburg, wo er die vier Punkte in einer neuen Formulierung als Grundlage für ultimative Verhandlungen anbot. Am 16. Januar 1856 ließ der russische Staatskanzler Nesselrode dem Grafen Esterhazy ausrichten, dass Zar Alexander II. die vier Punkte ohne weitere Vorbehalte als Friedenspräliminarien annehme.

## Verhandlungen und Unterzeichnung
Am 1. Februar 1856 kamen die Vertreter Großbritanniens, Frankreichs, des Osmanischen Reichs und Russlands in Wien zu einer Konferenz zusammen, bei der die österreichische Note definitiv als Verhandlungsgrundlage angenommen wurde. Zur endgültigen Vereinbarung sollten innerhalb von drei Wochen die Bevollmächtigten der Regierungen in Paris zusammenkommen.
Am 25. Februar kam es in Paris im Amtssitz des französischen Außenministers Walewski, der auch die Verhandlungen leitete, zur Eröffnung des Friedenskongresses. Eingeladen waren außer dem Verhandlungsleiter der französische Botschafter in Wien Bourqueney, der österreichische Vertreter Graf Buol-Schauenstein und der Botschafter Österreichs in Paris Baron Hübner, die englischen Bevollmächtigten Lord Clarendon und Lord Cowley, die osmanischen Vertreter Großwesir Ali Pascha und der osmanische Gesandte in Paris Djemil Bey, von russischer Seite Graf Alexei Orlow und der Gesandte beim Deutschen Bund Philipp von Brunnow und, sehr zum Ärger Österreichs, der sardinische Minister des Auswärtigen, Graf Cavour, und der Gesandte Viktor Emanuels am französischen Hof, der Marquis von Villamarina.
Erst in der siebten Sitzung wurde beschlossen, auch Preußen am Kongress teilnehmen zu lassen. Bei der Lösung der allgemeinen Probleme konnte man auf die Zustimmung und Mitarbeit der fünften europäischen Großmacht nicht verzichten. Gegen den Widerstand von Großbritannien hatten Österreich und Frankreich die Einladung Preußens, aber nicht des Deutschen Bundes durchgesetzt. Ab der elften Sitzung, am 18. März, nahm der Außenminister Preußens Otto von Manteuffel mit dem preußischen Gesandten in Paris Maximilian von Hatzfeldt-Trachenberg an den Verhandlungen teil.
Auf die Etikette, auf die sonst bei europäischen Kongressen großer Wert gelegt wurde, verzichtete man größtenteils. Die alphabetische Reihenfolge der Teilnehmerstaaten bestimmte die Ordnung bei Unterschriften der Protokolle und Noten. Protokollführer und Sekretär des Kongresses war der französische Staatssekretär im Außenministerium Graf Benedetti.
Die ersten 19 von insgesamt 24 Sitzungen befassten sich ausschließlich mit den orientalischen Angelegenheiten. Das Ergebnis war der als Pariser Frieden bezeichnete Vertrag. Die Unterzeichnung erfolgte am 30. März 1856 in Paris, die Ratifikationsurkunden wurden am 27. April von den Bevollmächtigten in einer feierlichen Sitzung ausgetauscht. Signatarstaaten waren Russland, Frankreich, Großbritannien, Sardinien-Piemont, das Osmanische Reich, Österreich und Preußen (unterzeichnet wurde mit einer Feder, die extra von einem großen Adler aus dem Jardin des Plantes beschafft worden war).
Ergänzt wurde der Friedensvertrag durch einen am 30. April 1856 ratifizierten Vertrag zwischen Frankreich, Großbritannien und Österreich, worin die drei Staaten erklärten, dass jede Verletzung des Pariser Friedens als feindseliger Akt und Kriegsfall anzusehen wäre. Dem Osmanischen Reich wurde damit die Integrität und Unabhängigkeit garantiert. Außerdem hatte Walewski eine Reform des Seerechts angeregt, die in einem Protokoll vom 16. April 1856 schriftlich fixiert wurde. Die Kaperei sollte damit für immer abgeschafft werden und der Grundsatz gelten, dass die neutrale Flagge die feindliche Ware decke, vorausgesetzt, sie bestünde nicht aus Kriegskonterbande.

## Beteiligte Delegierte

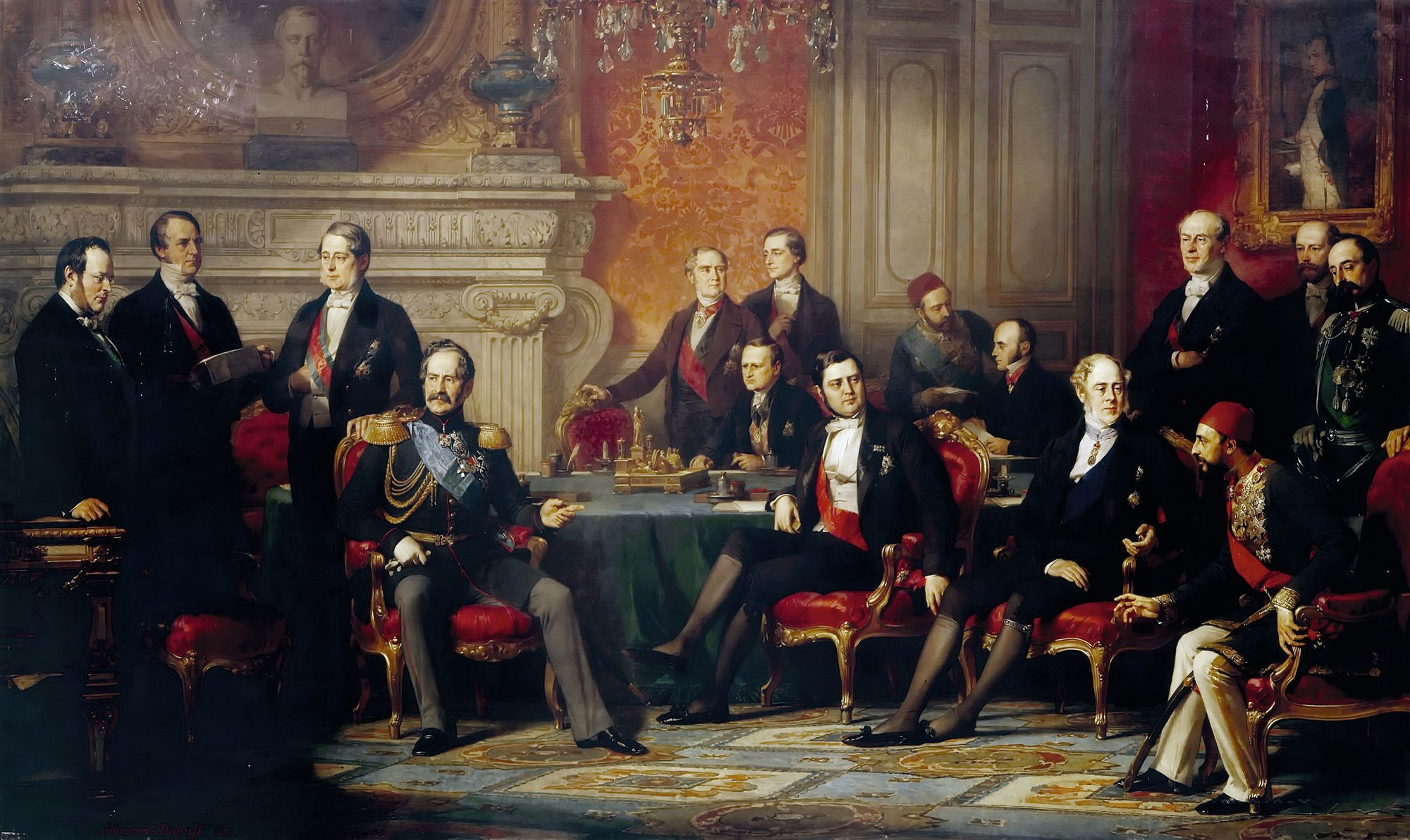
Le congrès de Paris, 25 février au 30 mars 1856 (Ölgemälde von Édouard Dubufe):
stehend von links nach rechts: Cavour, Wellesley, Buol-Schauenstein, Bourqueney, Hübner, Dschemil Bey, Benedetti, Brunnow, Hatzfeldt-Trachenberg, Villamarina;
sitzend v. l. n. r.: Orlow, Manteuffel, Colonna-Walewski, Villiers, Ali Pascha

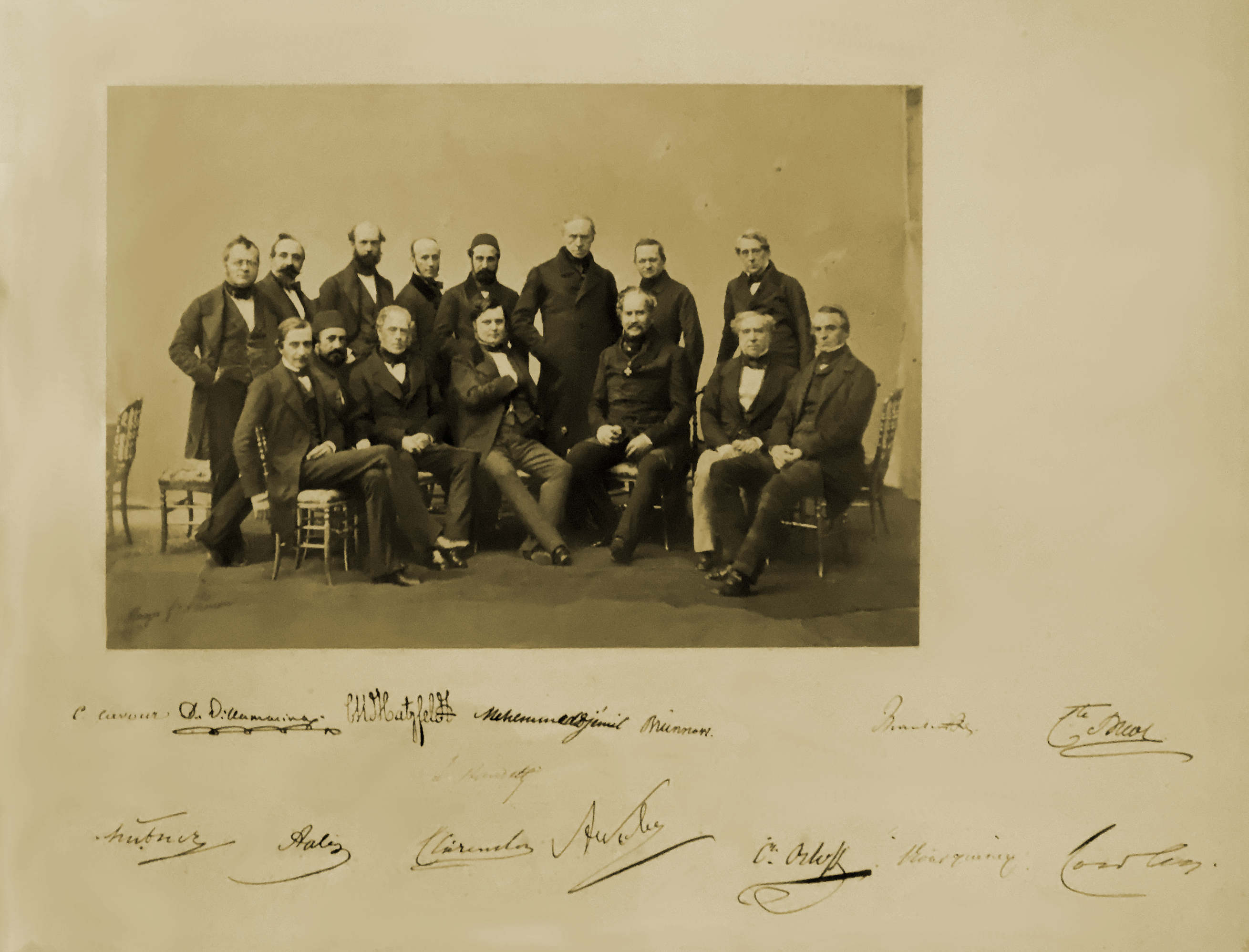
Fotografie der Delegierten

An den Vertragsverhandlungen waren unter dem Vorsitz Napoleons III. Delegierte aller europäischen Großmächte – auch der nicht am Krimkrieg beteiligten – sowie Sardinien-Piemonts und des Osmanischen Reichs zugegen.
1. Napoleon III.
2. Alexandre Colonna-Walewski
3. François-Adolphe de Bourqueney
4. Vincent Benedetti
5. Henry Wellesley, 1. Earl Cowley
6. George Villiers, 4. Earl of Clarendon
7. Alexei Fjodorowitsch Orlow
8. Philipp von Brunnow
9. Camillo Benso von Cavour
10. Salvatore Pes di Villamarina
11. Karl Ferdinand von Buol-Schauenstein
12. Alexander von Hübner
13. Otto Theodor von Manteuffel
14. Maximilian von Hatzfeldt-Trachenberg
15. Mehmed Emin Ali Pascha
16. Mehmed Dschemil Bey

## Inhalt
Der Hauptvertrag enthielt 34 Friedensartikel. Vereinbart wurden die sofortige Räumung der eroberten Gebietsteile und der Austausch der Kriegsgefangenen. Das Osmanische Reich wurde in das europäische Mächtesystem aufgenommen und seine staatliche Unabhängigkeit von den Unterzeichnern garantiert (Artikel 7). Die Lage der osmanischen Untertanen nichtmuslimischen Glaubens (wörtlich: „ohne Unterschied der Religion“) sollte nach dem Reformgesetz des Sultans vom 25. Januar 1856 verbessert werden (Artikel 9). Das Schwarze Meer wurde für neutral erklärt und der Dardanellenvertrag von 1841 im Wesentlichen bestätigt. Die Handelsschifffahrt wurde allen Nationen gestattet, Fahrten ihrer Kriegsschiffe aber verboten (Artikel 11).
In einer besonderen Konvention zwischen Russland und dem Osmanischen Reich wurde eine genaue Anzahl von kleineren Kriegsschiffen festgelegt, welche zur Aufrechterhaltung von Polizei- bzw. Zollaufgaben notwendig waren. Die Schifffahrt auf der Donau wurde für frei erklärt und unter die Garantie der europäischen Mächte gestellt. Zur Regelung der bis dahin einschlägigen Fragen wurde eine Kommission der Vertragsmächte (die Europäische Donaukommission) und eine zweite Kommission der Uferstaaten eingesetzt, die Kommission der Donau-Uferstaaten. Zur Überwachung durfte jeder Staat zwei leichte Kriegsfahrzeuge an der Mündung stationieren.
Russland musste den Süden Bessarabiens abtreten: den Budschak, zwischen Schwarzem Meer und Pruth. Der südliche Teil des Budschaks, mit dem strategisch wichtigen Donaudelta, zwischen dem Kilija-Arm und dem St.-Georgs-Arm, fiel an das Osmanische Reich. Der nördliche Teil, mit der Festungsstadt Ismail, ging an das Fürstentum Moldau. Die russisch-moldawische Grenze verlief streckenweise nur wenige Kilometer oberhalb des einstigen Trajanswalls, vom nun moldawischen Tuzla am Schwarzen Meer nach Westen, bis zum ebenfalls moldawisch gewordenen Bolhrad. Dort vollzog die Grenze einen plötzlichen Schwenk nach Norden, bis etwa Sărăteni (früher: Sărătsika bzw. Sărătica). Ab dort verlief die Grenze in nordwestlicher Richtung bis Nemțeni (früher: Nemtseni), wo der Pruth die beiden Länder Moldau und Russland schied. Die verlorenen Gebiete, jedoch nicht das Donaudelta, erhielt Russland auf dem Berliner Kongress 1878 wieder zurück.
Den Fürstentümern Moldau und Walachei wurde die Aufrechterhaltung ihrer alten Privilegien und Immunitäten zugesichert, auch dem Fürstentum Serbien, wobei das dortige osmanische Besatzungsrecht (in Belgrad usw.) gewahrt blieb, und diese unter die Garantie der Vertragsmächte gestellt. Ihnen wurde gestattet, eine nationale Armee zum Schutz ihrer Grenzen und zur Sicherheit im Inneren aufzustellen.
Eine weitere Konvention regulierte die Schließung des Bosporus und der Dardanellen und das Verbot einer Befestigung der Ålandinseln, vor allem eine erneute Armierung von Bomarsund, durch Russland.

## Auswirkungen
Der Pariser Frieden führte zu einer neuen Mächtekonstellation in Europa. An Stelle der alten Kontinentalmacht Russland trat als führende europäische Macht nun Frankreich. Die Heilige Allianz zerbrach und die Beziehungen zwischen Russland und Österreich blieben nachhaltig gestört. Russland wendete sich nun Frankreich und Preußen zu. Österreich blieb isoliert. Der russisch-britische Gegensatz hatte sich vertieft und bestand noch bis zum Anfang des 20. Jahrhunderts.
Die militärische Macht Russlands wurde nicht entscheidend geschwächt. Eines der wichtigsten Zugeständnisse Russlands, die Neutralisierung des Schwarzen Meeres, wurde bereits 1871 revidiert. Während des Deutsch-Französischen Krieges hob Russland am 9. November 1870 einseitig die Bestimmungen auf. Am 13. März 1871 wurde im Vertrag von London die Entneutralisierung des Schwarzen Meeres beschlossen. Die Meerengen blieben allerdings für fremde Kriegsschiffe gesperrt. Nur der Sultan durfte Kriegsschiffe befreundeter Staaten passieren lassen. Russland konnte jetzt jederzeit Schiffe und Festungen bauen und Sewastopol wurde wieder Kriegshafen. Es wurde im Russisch-Osmanischen Krieg 1877–1878 auch wieder militärisch gegen das Osmanische Reich aktiv.
Auch die Erwartungen des französischen Kaisers und Gastgebers Napoleon III. wurden nicht erfüllt. Er erhoffte vergeblich von Großbritannien und Österreich die Zustimmung zu einer umfassenden Neuordnung Europas mit der Einigung Italiens und der Wiederherstellung eines Polnischen Staates.
Die Bestimmungen über die neutrale Handelsschifffahrt waren allerdings von bleibender Wirkung. So sprach man davon, zum Teil auch noch heute, dass die Seerechtsdeklaration von Paris vom 16. April 1856 eine neue Ära im internationalen Seerecht einleitete.